# Villejuif – Paul Vaillant-Couturier (stanice metra v Paříži)
Villejuif – Paul Vaillant-Couturier je nepřestupní stanice pařížského metra na jižní větvi linky 7. Leží mimo území Paříže ve městě Villejuif pod Boulevardem Maxime Gorki.

## Historie
Stanice byla otevřena 28. února 1985 při prodloužení jižní větve od stanice Le Kremlin-Bicêtre do Villejuif – Louis Aragon.

## Název
Jméno stanice se skládá ze dvou částí. Villejuif podle města, ve kterém se nachází. Druhá část vzdává hold novináři Paulu Vaillant-Couturierovi (1892–1937), který byl poslancem komunistické strany a redaktorem deníku L'Humanité.
Na informačních tabulích je oficiální název stanice doplněn ještě podnázvem psaným malým písmem: Hôpital Paul-Brousse podle nedaleké nemocnice. Paul Brousse (1844–1912) byl francouzský lékař a politik.